# Uniunea Democratică a Libertății
Uniunea Democratică a Libertății a fost o organizație conspirativă anticomunistă din Bălți care și-a desfășurat activitatea în anii 1951 - 1952 . Liderul organizației a fost Anatol Miliutin .

## Membrii organizației
- Anatol Miliutin - n. 1925, Kamâșev (reg. Rostov, RSFSR, URSS), rus, achizitor la Artelul agricol „Lenin” din Bălți; condamnat la pedeapsă capitală prin împușcare.
- Nicolai Postol, n. 1925, Bocikari (reg. Novosibirsk, RSFSR, URSS), rus, ajustor la depoul Gării Bălți-Slobozia; condamnata la pedeapsă capitală prin împușcare.
- Boris Novac - n. 1925, s. Bădiceni (jud. Soroca, România), moldovean, muncitor la Fabrica de zahăr din Bălți, condamnat la 25 ani de detenție în lagăre de muncă, cu suspendarea drepturilor civice pe termen de 5 ani și confiscarea averii.
- Vasile Barbovschi - n. 1925, s. Bădiceni (jud. Soroca, România), moldovean, șef de depozit la Fabrica de zahăr din Bălți, condamnat la 25 ani de detenție în lagăre de muncă, cu suspendarea drepturilor civice pe termen de 5 ani și confiscarea averii.
- Vasile Hriplivâi - n. 1923, s. Căinarii Vechi (jud. Soroca, România), ucrainean, hamal la Fabrica de zahăr din Bălți, condamnat la 25 ani de detenție în lagăre de muncă, cu suspendarea drepturilor civice pe termen de 5 ani și confiscarea averii.
- Piotr Kapusta - n. 1912, s. Ivanovca (țin. Soroca, Imperiul Rus), ucrainean, colhoznic, condamnat la 25 ani de detenție în lagăre de muncă, cu suspendarea drepturilor civice pe termen de 5 ani și confiscarea averii.
- Simion Untu - n. 1922, s. Gura Căinarului (jud. Soroca, România), moldovean, fost ostaș în Armata Română, muncitor la moara din satul natal, condamnat la 25 ani de detenție în lagăre de muncă, cu suspendarea drepturilor civice pe termen de 5 ani și confiscarea averii.
- Alexei Coval - n. 1910, s. Rașcov (gub. Podolia, Imperiul Rus), ucrainean, muncitor la moara din localitatea natală, condamnat la 25 ani de detenție în lagăre de muncă, cu suspendarea drepturilor civice pe termen de 5 ani și confiscarea averii.
- Sava Lopatinski - n. 1896, s. Șebutînți, (gub. Podolia, Imperiul Rus), rus, lăcătuș la Fabrica de bere din Bălți, condamnat la 25 ani de detenție în lagăre de muncă, cu suspendarea drepturilor civice pe termen de 5 ani și confiscarea averii.
- Kondrat Boris - n. 1906, s. Pocrovca (țin. Hotin, Imperiul Rus), rus, muncitor la Fabrica de zahăr din Bălți, condamnat la 25 ani de detenție în lagăre de muncă, cu suspendarea drepturilor civice pe termen de 5 ani și confiscarea averii.
- Maxim Hrapcenkov - n. 1915, s. Pocrovca (țin. Hotin, Imperiul Rus), rus, muncitor la Fabrica de zahăr din Bălți, condamnat la 25 ani de detenție în lagăre de muncă, cu suspendarea drepturilor civice pe termen de 5 ani și confiscarea averii.
- Artiom Borisov - n. 1918, s. Dobrogea Veche, (jud. Bălți, România), rus, muncitor la Fabrica de zahăr din Bălți, condamnat la 10 ani de detenție în lagăre de muncă, cu suspendarea drepturilor civice pe termen de 5 ani.
- Porfirii Silivestrov - n. 1911, s. Pocrovca (țin. Hotin, Imperiul Rus), rus, muncitor la Fabrica de zahăr din Bălți, condamnat la 25 ani de detenție în lagăre de muncă, cu suspendarea drepturilor civice pe termen de 5 ani și confiscarea averii.
- Ivan Kovaliov - n. 1911, s. Pocrovca (țin. Hotin, Imperiul Rus), rus, muncitor la Fabrica de zahăr din Bălți, condamnat la 10 ani de detenție în lagăre de muncă, cu suspendarea drepturilor civice pe termen de 5 ani.
- Akim Borisov - n. 1911, s. Pocrovca (țin. Hotin, Imperiul Rus), rus, muncitor la Fabrica de zahăr din Bălți, condamnat la 25 ani de detenție în lagăre de muncă, cu suspendarea drepturilor civice pe termen de 5 ani și confiscarea averii.
- Ivan Eșan - n. 1921, Bălți, rus, căruțaș la direcția orășănescă de drumuri din Bălți, condamnat la 25 ani de detenție în lagăre de muncă, cu suspendarea drepturilor civice pe termen de 5 ani și confiscarea averii.
- Alexandr Korceak - n. 1922, s. Medveja (jud. Hotin, România), ucrainean, hamal la Moara nr. 5 din Bălți, condamnat la 25 ani de detenție în lagăre de muncă, cu suspendarea drepturilor civice pe termen de 5 ani și confiscarea averii.
- Grigori Pelevaniuc - n. 1919, s Ivanovca, (jud. Soroca, România), ucrainean, hamal la Gara Bălți-Slobozia, condamnat la 10 ani de detenție în lagăre de muncă, cu suspendarea drepturilor civice pe termen de 5 ani.
- Mihail Doneț - n. 1922, s. Codreanca, (jud. Hotin, România), ucrainean, hamal la Fabrica de zahăr din Bălți, condamnat la 25 ani de detenție în lagăre de muncă, cu suspendarea drepturilor civice pe termen de 5 ani și confiscarea averii.
- Dumitru Pădureț - n. 1920, s. Gura Căinarului, (jud. Soroca, România), moldovean, colhoznic, condamnat la 25 ani de detenție în lagăre de muncă, cu suspendarea drepturilor civice pe termen de 5 ani și confiscarea averii.
- Alexandru Gonța - n. 1919, s. Gura Căinarului, (jud. Soroca, Imperiul Rus), moldovean, colhoznic, condamnat la 25 ani de detenție în lagăre de muncă, cu suspendarea drepturilor civice pe termen de 5 ani și confiscarea averii.
- Djupo Golentunder - n. 1922, s. Paleșnik, districtul Belovara, Regatul Sârbo-Croato-Sloven), croat, muncitor la Fabrica de zahăr din Bălți, condamnat la 25 ani de detenție în lagăre de muncă, cu suspendarea drepturilor civice pe termen de 5 ani și confiscarea averii.
- Nicolai Usatâi - n. 1912, s. Pocrovca (jud. Bălți, Imperiul Rus), ucrainean, brigadier în colhozul din localitate, condamnat la 10 ani de detenție în lagăre de muncă, cu suspendarea drepturilor civice pe termen de 5 ani.